# Ernesto Ballén
Ernesto Ballén (Bogotá, 5 de abril de 1985) es un actor, director de cine, teatro y televisión colombiano, Licenciado en Artes Escénicas de la Universidad de Antioquia. Es reconocido por destacar varias producciones nacionales e internacionales, actualmente es Maestro del programa de Artes Escénicas en el Instituto de Bellas Artes de la Universidad del Quindío.

## Filmografía

### Televisión
| Año       | Título                | Personaje                    | Canal                       |
| --------- | --------------------- | ---------------------------- | --------------------------- |
| 2021      | Lala's Spa            | Kevin                        | Canal RCN                   |
| 2020      | Confinados            | Nestor                       | Canal RCN                   |
| 2018-2020 | La Nena               | Jose Vicente "El Policia"    | Caracol Play                |
| 2018      | La mamá del 10        | Junior Guatibonza "Guati"    | Caracol Televisión          |
| 2017      | La Nocturna           | German Jiménez               | Caracol Televisión          |
| 2016      | Narcos                | Sicario                      | Netflix                     |
| 2016      | Yo soy Franky         |                              | Nickelodeon (Latinoamérica) |
| 2016      | Sinú, río de pasiones |                              | Caracol Televisión          |
| 2015      | La esquina del diablo | Estanislao Mendez "Bateador" | UniMas                      |
| 2014      | La ronca de oro       |                              | Caracol Televisión          |
| 2013      | Mujeres al limite     |                              | Caracol Televisión          |
| 2013      | 5 viudas sueltas      | Prado                        | Caracol Televisión          |
| 2013      | La hipocondríaca      | Jimmy                        | Caracol Televisión          |
| 2010      | Amor sincero          |                              | Canal RCN                   |
| 2009      | Tu voz estéreo        |                              | Caracol Televisión          |

## Teatro
| Año  | Título                       | Personaje                 | Nota |
| ---- | ---------------------------- | ------------------------- | ---- |
| 2021 | La Nena, teatro en capítulos | Jose Vicente "El Policia" |      |